# Macroglossus
Macroglossus är ett släkte av däggdjur. Macroglossus ingår i familjen flyghundar.

## Beskrivning
Dessa flyghundar förekommer i Sydostasien, i norra Australien och på öar norr om Australien. Utbredningsområdet sträcker sig från Malackahalvön till Salomonöarna. Arterna vistas i låglandet och i medelhöga bergstrakter upp till 1500 meter över havet. Habitatet varierar mellan städsegröna skogar, andra skogar, mangrove och odlade områden.
Arterna når en kroppslängd (huvud och bål) av 6 till 8,5 cm och svansen är bara en stubbe. Underarmarnas längd som bestämmer djurets vingspann är 3,5 till 5 cm. Macroglossus minimus är med 12 till 18 gram tydlig lättare än Macroglossus sobrinus som når 18,5 till 23 gram vikt. Pälsen är brunaktig i olika nyanser. Släktet skiljer sig även i detaljer av skallens och tändernas konstruktion från närbesläktade flyghundar.
Individerna vilar på dagen gömda i stora hoprullade blad eller under byggnadernas tak. Hos Macroglossus sobrinus samlas en flock med 5 till 10 medlemmar vid viloplatsen medan Macroglossus minimus vilar ensam. De äter pollen, nektar och frukternas juice. Honor kan troligen para sig två gånger per år och per kull föds en unge.
IUCN listar båda arter som livskraftig (LC).

## Taxonomi
Kladogram enligt Catalogue of Life och Wilson & Reeder (2005):
| Macroglossus | \| \| Macroglossus minimus \| \| \| \| \| \| Macroglossus sobrinus \| \| \| \| |
|              | \| \| Macroglossus minimus \| \| \| \| \| \| Macroglossus sobrinus \| \| \| \| |
|              | Macroglossus minimus                                                           |
|              |                                                                                |
|              | Macroglossus sobrinus                                                          |
|              |                                                                                |